# Bosilkovo, Burgas
Bosilkovo (în bulgară Босилково) este un sat în comuna Sungurlare, regiunea Burgas,  Bulgaria. 

## Demografie
Componența etnică a satului Bosilkovo
     Bulgari (98,79%)
     Nicio identificare (1,2%)
     Altele (0%)
La recensământul din 2011, populația satului Bosilkovo era de 83 locuitori. Din punct de vedere etnic, majoritatea locuitorilor (98,79%) erau bulgari. Pentru 1,2% din locuitori nu este cunoscută apartenența etnică.